# Grey—Simcoe
Pour les articles homonymes, voir Grey et Simcoe (homonymie).
Circonscription électorale fédérale du Canada
Grey—Simcoe est une circonscription électorale fédérale de l'Ontario, représentée de 1968 à 1988.
La circonscription de Grey—Simcoe apparut en 1966 avec des parties de Grey-Nord, Grey—Bruce et Simcoe-Est. Abolie en 1987, elle est redistribuée parmi Bruce—Grey, Simcoe-Centre, Simcoe-Nord et Wellington—Grey—Dufferin—Simcoe.

## Géographie
En 1976, la circonscription de Grey—Simcoe comprenait:
- Dans le comté de Grey:
  - La ville d'Owen Sound
  - Les cantons d'Artemesia (en), Collingwood, Euphrasia, Proton, Osprey (en), Sarawak, St. Vincent (en) et Sydenham
- Dans le comté de Simcoe
  - Les cantons de Nottawasaga et Sunnidale

## Députés
| Législature                                                                                             | Années                                                   | Député                                                   | Député                                                   | Parti                                                    |
| Grey—Simcoe issue de Grey-Nord, Grey—Bruce et Simcoe-Est                                                | Grey—Simcoe issue de Grey-Nord, Grey—Bruce et Simcoe-Est | Grey—Simcoe issue de Grey-Nord, Grey—Bruce et Simcoe-Est | Grey—Simcoe issue de Grey-Nord, Grey—Bruce et Simcoe-Est | Grey—Simcoe issue de Grey-Nord, Grey—Bruce et Simcoe-Est |
| --- | -------------------------------------------------------- | -------------------------------------------------------- | -------------------------------------------------------- | -------------------------------------------------------- |
| 28e | 1968–1972                                                |                                                          | Percy Verner Noble                                       | Progressiste-conservateur                                |
| 29e | 1972–1974                                                | Gus Mitges                                               |                                                          | Progressiste-conservateur                                |
| 30e | 1974–1979                                                | Gus Mitges                                               |                                                          | Progressiste-conservateur                                |
| 31e | 1979–1980                                                | Gus Mitges                                               |                                                          | Progressiste-conservateur                                |
| 32e | 1980–1984                                                | Gus Mitges                                               |                                                          | Progressiste-conservateur                                |
| 33e | 1984–1988                                                | Gus Mitges                                               |                                                          | Progressiste-conservateur                                |
| Circonscription dissoute dans Bruce—Grey, Simcoe-Centre, Simcoe-Nord et Wellington—Grey—Dufferin—Simcoe |                                                          |                                                          |                                                          |                                                          |